# Маркино (Курская область)
Маркино — посёлок в Дмитриевском районе Курской области России. Входит в состав Поповкинского сельсовета.

## География
Посёлок находится в северо-западной части Курской области, в лесостепной зоне, в пределах Среднерусской возвышенности, на правом берегу реки Стенеги, на расстоянии приблизительно 23 километров (по прямой) к северо-западу от города Дмитриева, административного центра района. Абсолютная высота — 178 метров над уровнем моря.
Климат
Климат характеризуется как умеренно континентальный. Среднегодовая температура — 5,1 °C. Абсолютный минимум температуры воздуха самого холодного месяца (января) составляет −37 °C; абсолютный максимум самого тёплого месяца (июля) — 40 °C. Безморозный период длится около 144 дней в году. Среднегодовое количество атмосферных осадков составляет 572 мм. Снежный покров держится в среднем 106—121 дней в году.
Часовой пояс
Посёлок Маркино, как и вся Курская область, находится в часовой зоне МСК (московское время). Смещение применяемого времени относительно UTC составляет +3:00.

## Население
| 2002 | 2010 |
| ---- | ---- |
| 2    | →2   |

Половой состав
По данным Всероссийской переписи населения 2010 года в половой структуре населения мужчины составляли 50 %, женщины — соответственно также 50 %.
Национальный состав
Согласно результатам переписи 2002 года, в национальной структуре населения русские составляли 100 % из 2 чел.